# Die Gespenstersonate

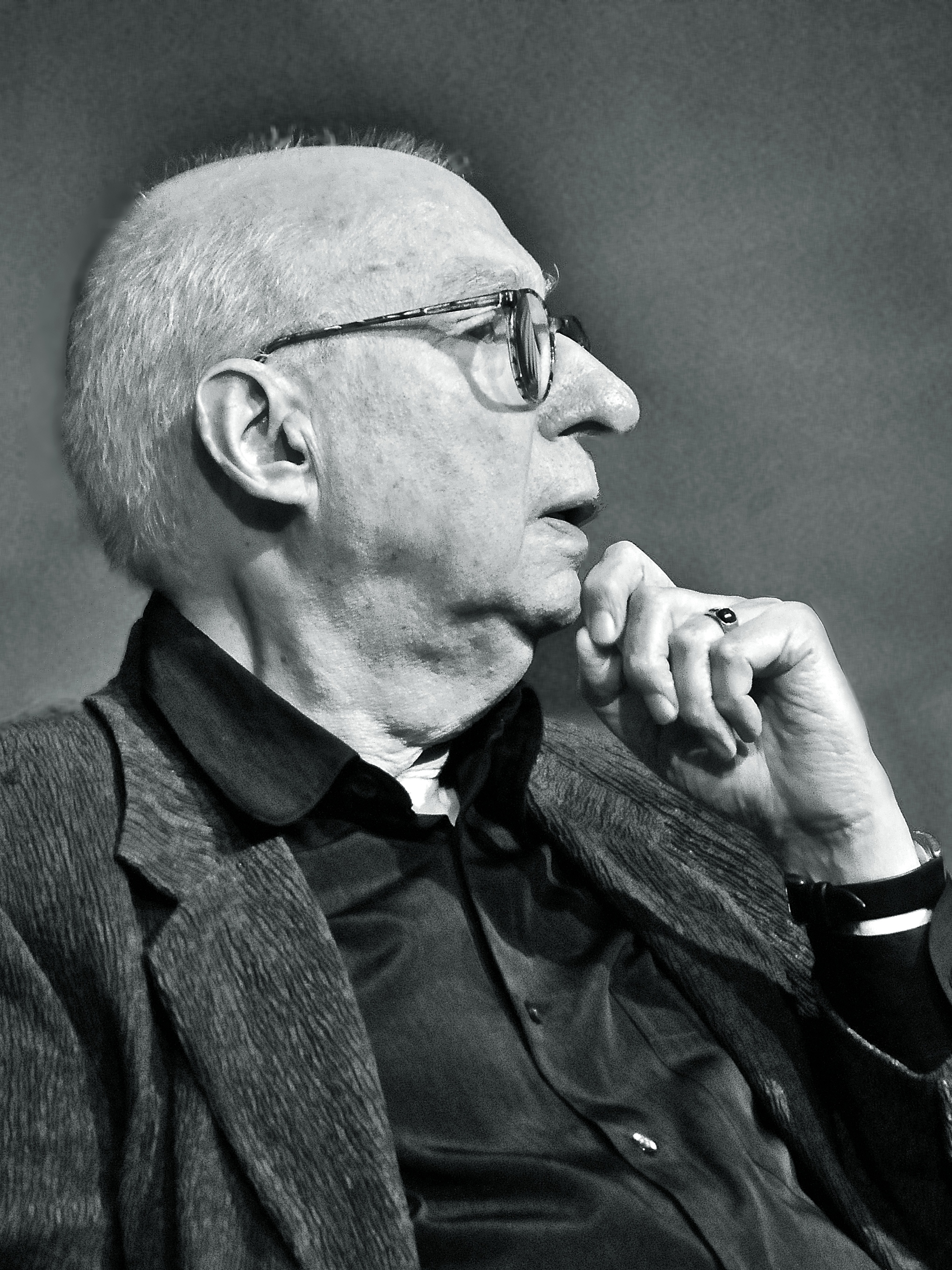
Aribert Reimann

Die Gespenstersonate (Spöksonaten) är en kammaropera i tre scener med musik av Aribert Reimann. Librettot skrevs av tonsättaren och Uwe Schendel efter August Strindbergs teaterpjäs Spöksonaten (1907).

## Historia
Reimanns tyska libretto följer Strindbergs text och dramatiska uppbyggnad väl. De tre scenerna korresponderar exakt till originalets tre akter och fortgår utan paus. Orkestern består av tolv musiker inklusive harpa och preparerat piano. Det tematiska materialet utgår nästan enbart från två motiv från förspelet. Reimanns användande av kvartstoner når nya höjder i och med en matematisk ackordindelning. Operan hade premiär den 23 september 1984 i Berlin.

## Personer
- Der Alte (Gubben Hummel) (Bas)
- Die Mumie (Mumien) (Mezzosopran)[1]
- Der Oberst (Översten) (Baryton)
- Der Student Arkenholz (Studenten Arkenholz) (Tenor)
- Das Fräulein (Fröken) (Sopran)
- Johansson (tenor)
- Bengtsson
- Die Dunkle Dame (Den mörka damen) (Mezzosopran)
- Die Köchin (Kokerskan) (Sopran)

## Handling
Spökena, som titeln refererar till är de utnyttjade och utnyttjarna, mördarna och de mördade. Den ende utanför denna makabra samling är studenten Arkenholz. Han äger speciella egenskaper såsom varande söndagsbarn. Gubben Hummel introducerar honom för huset. Vid "spökmiddagen" bevittnar Arkenholz Hummels demaskering. Den gamle mannens skuld fordrar ånger; han drar sig tillbaka och hänger sig. I ett rum fyllt med hyacinter samtalar Arkenholz med Hummels dotter. Samförstånd, kanske även kärlek, verkar spira mellan de två men en brutal kokerska stör stämningen. Arkenholz inser att även fästmön är förstörd intill själen. Medan hon kollapsar och dör stämmer han desperat ut i den isländska hymn till solen med vilken scenen började.